# Trichothyrinula
Trichothyrinula is een geslacht in de familie Microthyriaceae. 

## Soorten
Volgens Index Fungorum telt het geslacht twee soorten (peildatum september 2023):
| Soortnaam                | Auteur(s)  | Publicatiejaar |
| ------------------------ | ---------- | -------------- |
| Trichothyrinula petrakii | (Cif.) Arx | 1962           |
| Trichothyrinula sydowii  | Petr.      | 1950           |